# 厨川圭子
厨川 圭子（くりやがわ けいこ、1924年11月11日 - ）は、日本の翻訳家。
夫は英文学者・厨川文夫。旧姓は広瀬。
オスカー・ワイルド、サマセット・モームなどを訳し、後年は児童書を多く訳した。

## 略歴
厨川圭子は、医師・広瀬季雄の娘として東京に生まれた。1942年に東京府立第三高等女学校を卒業、1944年には津田英学塾を卒業した。終戦後の1946年、慶應義塾大学文学部英文科に女子第一期生として入学し、西脇順三郎、厨川文夫に師事して卒業した。
1949年、前妻と離婚した厨川文夫と同年結婚。1952年には長男の明を出産した。1956年、一家は埼玉県浦和市（現さいたま市浦和区）に転居した。文夫とは『アーサー王の死』を共訳している。
1974年、文夫が慶應義塾大学を定年退任すると、夫婦でヨーロッパ旅行に出かけ、その後も2度スイスを訪れた。1978年、夫・厨川文夫が逝去した。

## 翻訳
- 『ウィンダミア卿夫人の扇』（ワイルド、岩波文庫） 1952
- 『真面目が肝心』（ワイルド、角川文庫） 1953
- 『理想の夫』（ワイルド、角川文庫） 1954、のち改版 2022、のち改題『理想の結婚』 2000
- 『緑の月桂樹』（M・シャープ、白水社、現代世界戯曲選集第11） 1954
- 『ピーター・パン』（ジェイムズ・マシュー・バリ、岩波少年文庫） 1954
- 『あしながおじさん』（ジーン・ウェブスター、角川文庫） 1955
- 『迷える夫人』（ウイラ・キャザー、研究社出版） 1957
- 『シェイクスピア物語』（チャールズ・ラム、メアリー・ラム、白水社） 1963、のち偕成社文庫
- 『ホリーとアイビーの物語』（ルーマ・ゴッデン、偕成社） 1965
- 『ふしぎなお人形』（ルーマ・ゴッデン、偕成社） 1966
- 『アーサーの死』（マロリー、キャクストン編、厨川文夫共訳、筑摩書房、世界文学大系） 1966
  - 新編『アーサー王の死』（ちくま文庫） 1986
- 『ねぼすけはとどけい』（ルイス・スロボトキン、偕成社） 1968
- 『ロバのロバちゃん』（ロジャー・デュボアザン、偕成社） 1969
- 『ジェインのもうふ』（アーサー・ミラー、偕成社） 1971
- 『おかあさんのかえるひ』（バーナデット・ワッツ、偕成社） 1975
- 『あめのひきのこは…』（ステーエフ、偕成社） 1976
- 『かわうそのオスカーくん』（ベンチリー、旺文社） 1977
- 『かもさんどんぐりとシチューをおあがり』（ルース＝オーバック、偕成社） 1978
- 『風船とばしの日』（キャロリン＝ヘイウッド、偕成社） 1980
- 『りんごまつりにいらっしゃい』（ルース＝オーバック、偕成社） 1981
- 『ふうせんがはこんだ手紙』（キャロリン＝ヘイウッド、偕成社） 1986

### サマセット・モーム
- 『誘惑』（S・モーム、角川文庫） 1955
- 『赤毛』（S・モーム、角川文庫） 1957
- 『月と六ペンス』（サマセット・モーム、角川文庫） 1958、のち改版
- 『ジャングルの足跡』（S・モーム、角川文庫） 1959
- 『宝』（S・モーム、角川文庫） 1964
- 『お菓子とビール』（S・モーム、角川文庫） 1968、のち改版
- 『人間の絆』（モーム、旺文社文庫 上下） 1975